# Костич, Вук
Вук Костич (серб. Вук Костић / Vuk Kostić; род. 22 ноября 1979, Белград, Сербия, СФРЮ) — сербский актёр. Первые серьёзные роли сыграл в фильмах «Абсолютная сотня» (2001) Срджана Голубовича и «Жизнь как чудо» (2004) Эмира Кустурицы.

## Гражданская позиция
В 2022 году Вук Костич в числе прочих известных сербских деятелей культуры, науки и гражданских активистов,  подписал петицию в поддержку президента Республики Сербской Милорада Додика, победившего на выборах в Республике, и осудил попытки злоупотреблений и незаконных действий со стороны Центральной избирательной комиссии Боснии и Герцеговины.

## Фильмография
| Год  |   | Русское название             | Оригинальное название   | Роль                     |
| ---- | - | ---------------------------- | ----------------------- | ------------------------ |
| 2001 | ф | Абсолютная сотня             | Апсолутних сто          | Саша Гордич              |
| 2004 | ф | Жизнь как чудо               | Живот је чудо           | Милош Джурич             |
| 2007 | ф | Ловушка                      | Клопка                  | брат Петара              |
| 2008 | ф | Любовь и другие преступления | Љубав и други злочини   | Станислав                |
| 2010 | ф | Женщина с разбитым носом     | Жена са сломљеним носем | Стефан                   |
| 2010 | ф | Стрижка                      | Шишање                  | футбольный фанат-хулиган |
| 2011 | ф | Враг                         | Непријатељ              | сержант «Чаки» Кочетулич |
| 2012 | ф | Истальгия                    | Eastalgia               | Зоран                    |
| 2013 | ф | По кругу                     | Кругови                 | Марко                    |
| 2014 | ф | Я защищал «Молодую Боснию»   | Бранио сам Младу Босну  | Велько Чубрилович        |
| 2018 | ф | Колыбельная для солдат       | Заспанка за војнике     | сербский солдат          |
| 2020 | ф | Дара из Ясеноваца            | Дара из Јасеновца       | Мирослав Филипович       |
| 2020 | с | Южный ветер. Возвращение     | Јужни ветар             | «Спарта»                 |

## Награды и номинации
- Золотая медаль «За заслуги» (2022, Сербия)[3].

- Международный кинофестиваль в Салониках
  - 2001: Лучший актёр («Абсолютная сотня») — лауреат[4]
- Парижский кинофестиваль
  - 2002: Лучший актёр («Абсолютная сотня») — лауреат[5]